# هنرى ستيفينسون
هنرى ستيفينسون (بالإنجليزية: Henry Stephenson )‏ (و. 1871 – 1956 م) هو ممثل مسرحي، وممثل أفلام بريطاني، ولد في غرينادا، بدأ مشواره المهني سنة 1901، توفي في سان فرانسيسكو، عن عمر يناهز 85 عاماً، بسبب ذات الرئة.

## وصلات خارجية
- هنرى ستيفينسون على موقع IMDb (الإنجليزية)
- هنرى ستيفينسون على موقع ألو سيني (الفرنسية)
- هنرى ستيفينسون على موقع تيرنر كلاسيك موفيز (الإنجليزية)
- هنرى ستيفينسون على موقع أول موفي (الإنجليزية)
- هنرى ستيفينسون على موقع قاعدة بيانات برودواي على الإنترنت (الإنجليزية)
- هنرى ستيفينسون على موقع قاعدة بيانات الأفلام السويدية (السويدية)
- هنرى ستيفينسون على موقع إن إن دي بي (الإنجليزية)
- هنرى ستيفينسون على موقع قاعدة بيانات الفيلم (الإنجليزية)
- هنرى ستيفينسون على موقع كينوبويسك (الروسية)